# Quentin Dean
Quentin Dean (27 juillet 1944 – 8 mai 2003) est une actrice américaine des années 1960.

## Biographie
De son nom de naissance Corinne Ida Margolin, elle apparut pour la première fois à l’écran dans le rôle d’une jeune fille de 16 ans (alors qu'elle en avait déjà 23), Delores Purdy, dans le film de Norman Jewison de 1967 Dans la chaleur de la nuit. Elle reçut à cette occasion une nomination aux Golden Globes pour le meilleur second rôle féminin. Elle disparut du monde du spectacle à la fin des années 60.
Elle est décédée d'un cancer à l'âge de 58 ans. Ses cendres furent éparpillées dans l'océan Pacifique.

## Filmographie

### Cinéma
- 1967 : Dans la chaleur de la nuit (In the Heat of the Night) : Delores Purdy
- 1968 : Will Penny, le solitaire : Jennie
- 1968 : Micmac au Montana (Stay Away, Joe) : Mamie Callahan (fille de Glenda)

### Télévision
- 1967 : Journey Into Violence - La Grande Vallée (The Big Valley) série TV : Bettina
- 1968 : The Saddle Warmer - Le Virginien (The Virginian) série TV : Saranora
- 1969 : The Sunday Drivers - La Nouvelle Équipe (The Mod Squad) série TV : Sally
- 1969 : A Life in the Balance - Sur la piste du crime (The F.B.I.) série TV : Elaine Donner
- 1969 : Feather of an Eagle - Le Grand Chaparral (The High Chaparral) : Sarah
- 1969 : Une fille à marier (A Person Unknown) - Le Ranch (Lancer) série TV : Lucrece

## Source
- (en) Cet article est partiellement ou en totalité issu de l’article de Wikipédia en anglais intitulé « Quentin Dean » (voir la liste des auteurs).